# Pisolithus
Pisolithus es un género de hongos dentro de la familia Sclerodermataceae (suborden Sclerodermatineae). La especie tipo, P. arenarius, ahora se conoce como sinónimo de P. arhizus.

## Especies
- Pisolithus abditus – Tailandia[4]
- Pisolithus albus
- Pisolithus arhizus
- Pisolithus aurantioscabrosus
- Pisolithus australis
- Pisolithus calongei [5]
- Pisolithus capsulifer
- Pisolithus croceorrhizus [6]
- Pisolithus hypogaeus – Australia[7]
- Pisolithus indicus – India[8]
- Pisolithus kisslingii
- Pisolithus marmoratus
- Pisolithus microcarpus
- Pisolithus orientalis [9]
- Pisolithus pisiformis
- Pisolithus spp.
- Pisolithus tinctorius